# Horatio Hornblower
Horatio Hornblower, eine von C. S. Forester erschaffene Romanfigur, ist ein Seeheld der britischen Marine zur Zeit der Kriege mit Napoléon Bonaparte. In insgesamt elf Bänden, die zwischen 1937 und 1962 erschienen, beschreibt Forester die Karriere Hornblowers, der durch Tapferkeit, Entschlossenheit, Intelligenz und Wahrhaftigkeit die Karriereleiter der Royal Navy vom Midshipman zum Admiral erklimmt.

## Beschreibung der Figur
Mit der Romanfigur des Horatio Hornblower beschreibt C. S. Forester sein zentrales Thema, die „Man-alone“-Extremsituationen, in denen ein Mensch auf sich allein gestellt eine schwerwiegende Entscheidung treffen muss. Horatio Hornblower gerät immer wieder in derartige Situationen, und ihm macht die Last der Verantwortung schwer zu schaffen. Trotz großer Selbstzweifel gelingt es ihm stets, unter Abwägung aller Chancen und Risiken die richtige Entscheidung zu treffen.
Hornblower wird als ambivalente Figur beschrieben. Neben seinen Stärken, wozu großer persönlicher Mut, seemännisches Können und strategisches Geschick gehören, zeigt er durchaus Schwächen, wie sein völliges Unverständnis für Musik, seine Schüchternheit und seine Angst zu versagen. Außerdem wird er zu Beginn jeder Reise seekrank – eine Eigenschaft, die er ebenso wie seinen Vornamen mit dem Seehelden Horatio Nelson gemeinsam hat.

### Historischer Hintergrund
Forester ließ sich bei der Erschaffung der Figur Hornblowers und seiner Abenteuer durch die zeitgenössischen Berichte im „Naval Chronicle“ inspirieren. Hornblowers Erlebnisse könnten sich – von Details abgesehen – wie von Forester geschildert zugetragen haben, ohne in allzu großen Konflikt mit der Geschichte zu geraten. Der Marinehistoriker Cyril Northcote Parkinson verfasste über Hornblower eine Biographie, die jedoch in Details von den Informationen in den Romanen abweicht. Grund dafür sind gewisse Unstimmigkeiten in den Romanen, die vor allem darauf zurückgeführt werden, dass Forester sie nicht in chronologischer Reihenfolge schrieb. So wird beispielsweise im zuerst erschienenen Roman „Der Kapitän“, der 1808 spielt, Hornblowers Alter als 38 angegeben. Im später erschienenen „Fähnrich Hornblower“ wird als Geburtsdatum der 4. Juli 1776 genannt.

### Hornblowers Privatleben
Hornblowers Privat- und Liebesleben nimmt nur einen kleinen Teil der überwiegend vom Leben auf See erzählenden Romane ein. Er ist der Sohn eines Landarztes (im Roman „Fähnrich Hornblower“ wird der 4. Juli 1776 als Geburtsdatum angegeben) und tritt 1793 in die Flotte ein. Er war zweimal verheiratet, 1803 bis 1809 mit der aus einfachen Verhältnissen stammenden, wenig attraktiven Maria Mason, und nach deren Tod mit der eleganten Lady Barbara Wellesley, der Schwester von Arthur Wellesley, 1. Duke of Wellington. Mit Maria hatte er drei Kinder, von denen zwei früh verstarben. Neben seinem Rang als Admiral stieg Hornblower zum Peer auf, der vom Prinzregenten zum Ritter des Bath-Ordens geschlagen wurde.

## Bücher
Die Bücher erschienen in Deutschland in der Übersetzung von Eugen von Beulwitz zwischen 1938 und 1940 und ab 1945 im Verlag Wolfgang Krueger (Hamburg) sowie als Lizenzausgabe um 1960 im Bertelsmann Lesering; Taschenbuch-Ausgaben erschienen später in den Verlagen Ullstein (Auflagen 1974 bis 2007) und Scherz (Kassette mit elf Bänden, Oktober 2004). Die einzelnen Romane entstanden nicht in chronologischer Reihenfolge, deshalb sind die biographischen Details nicht immer konsistent. Die deutschen Fassungen sind gegenüber Originalausgaben gekürzt. Es fehlen ganze Kapitel (wie in Fähnrich Hornblower) oder mehrere längere Passagen (wie in Hornblower wird Kommandant).

### Der Kapitän
Der zuerst erschienene Roman (Der Kapitän) spielt im Jahr 1808, als Hornblower Kapitän auf der im Pazifischen Ozean auf sich allein gestellt operierenden Fregatte HMS Lydia ist. Unterwegs nimmt er die elegante Lady Barbara Wellesley, die Schwester des späteren Duke of Wellington an Bord. Die beiden verlieben sich ineinander, doch Hornblower darf seiner Neigung nicht nachgeben, weil er bereits verheiratet ist. Nach ihrer glücklichen Rückkehr gehen die beiden daher vorerst getrennte Wege. Lady Barbara heiratet Hornblowers Vorgesetzten, Sir Percy Leighton, einen recht unerfahrenen Admiral.

### An Spaniens Küsten
Hornblower nimmt als Kapitän des alten Linienschiffs Sutherland vor der spanischen Küste am Blockadekrieg gegen die napoleonischen Streitkräfte teil. Der Roman endet mit einem Gefecht zwischen der Sutherland und vier französischen Linienschiffen vor dem spanischen Rosas. Hornblower stellt das feindliche Geschwader zum Kampf, wodurch es später zerstört werden kann, verliert dabei jedoch sein eigenes Schiff und gerät in Gefangenschaft.

### Unter wehender Flagge
Der nächste Roman, Unter wehender Flagge, schildert Hornblowers Gefangenschaft in der Festung Rosas und seinen Abtransport nach Paris, wo er als Kriegsverbrecher verurteilt werden soll. Unterwegs gelingt ihm zusammen mit seinem verwundeten Ersten Offizier Leutnant William Bush und dem Bootsmann Brown die Flucht. Die drei Seeleute werden durch den Comte de Gracey, einen Vertreter des Ancien Régime, und seine verwitwete Schwiegertochter Marie, die sich in Hornblower verliebt, gerettet. Nachdem sie einen Winter auf dem Chateau de Gracey verbracht haben und nach einer kurzen, aber intensiven Affäre Hornblowers mit Marie setzen die drei Briten ihre Flucht in einem kleinen Boot fort. Sie fahren die Loire hinunter bis nach Nantes, wo sie ein von der französischen Marine gekapertes britisches Kriegsschiff, den Kutter Witch of Endor, zurückerobern und mit einer Mannschaft aus Galeerensträflingen entkommen. Auf See werden sie von der britischen Blockadeflotte in Empfang genommen. Hornblower erfährt, dass seine Frau Maria im Kindbett gestorben ist und er einen Sohn namens Richard hat. Er muss sich vor dem Kriegsgericht wegen des Verlustes der Sutherland verantworten, wird aber freigesprochen, befördert und mit höchsten Ehren ausgezeichnet. Aufgrund seiner im Mittelmeer erbeuteten Prisen ist Hornblower zudem erstmals in seinem Leben ohne materielle Sorgen. Lady Barbara ist inzwischen ebenfalls verwitwet (Admiral Leighton fiel in jenem Gefecht bei Rosas, bei dem das durch Hornblower schwer beschädigte französische Geschwader vollständig vernichtet wurde), so dass einer Heirat der beiden kein Hindernis mehr im Wege steht.

### Der Kommodore
Im nächsten Roman, Der Kommodore, wird Hornblower als Kommodore eines britischen Geschwaders in die Ostsee entsandt, um dort die britische Seemacht zu demonstrieren und den russischen Zaren in das Bündnis gegen Napoleon zu ziehen. Dies gelingt auch, und während des napoleonischen Feldzuges gegen Russland wird Hornblowers Geschwader erfolgreich zur Verteidigung der Stadt Riga gegen die französische Belagerung eingesetzt. Auch Bush, inzwischen Kapitän von Hornblowers Flaggschiff Nonsuch, und Brown, inzwischen Hornblowers Steward, sind wieder mit dabei. Während des Krieges lernt Hornblower unter anderem Carl von Clausewitz, einen preußischen Offizier in russischen Diensten, und den späteren preußischen Generalfeldmarschall Yorck kennen, den er zur Unterzeichnung eines Waffenstillstandes zwischen preußischen und russischen Truppen, der Konvention von Tauroggen, bewegt.

### Lord Hornblower
Der folgende Roman, Lord Hornblower, beginnt 1814 in Frankreich. Hornblower beendet durch sein diplomatisches Geschick eine Meuterei auf einem britischen Kriegsschiff und erobert mit einem Kommandounternehmen seines Geschwaders den Hafen von Le Havre. Dabei fällt sein alter Freund Bush. Napoleon dankt ab und geht ins Exil nach Elba, Hornblower wird zum Peer von England ernannt. Um sich von seinen Schuldgefühlen wegen Bushs Tod abzulenken, reist er nach Frankreich, wo er seinen väterlichen Freund und Beschützer von einst, den Comte de Gracey, und dessen leidenschaftliche Schwiegertochter Marie, wiedersieht. Aber Napoleon kehrt aus dem Exil zurück, stellt eine neue Armee auf und verwickelt Europa erneut in einen Krieg, in dem Hornblower als Anführer einer Guerilla teilnimmt. Marie stirbt, Hornblower wird gefangen genommen und entgeht seiner Exekution um Haaresbreite, als gerade noch rechtzeitig die Nachricht von der vernichtenden Niederlage Napoleons in der Schlacht bei Waterloo eintrifft.
Die folgenden Romane beschreiben den Anfang von Hornblowers Karriere.

### Fähnrich Hornblower
Fähnrich Hornblower schildert, wie Hornblower seine Laufbahn beginnt. Nach anfänglichen Schikanen durch seine älteren Kameraden auf dem Linienschiff Justinian wird er auf die Fregatte Indefatigable versetzt, wo sich der linkische und unerfahrene Hornblower unter Kapitän Pellew Respekt durch seinen Mut in mehreren Gefechten erwirbt. Bei einem Kommando als Prisenoffizier gerät er in spanische Gefangenschaft. Diese Episode nutzte Forester, um Hornblowers Spanischkenntnisse während des Einsatzes auf der Lydia zu erklären.

### Leutnant Hornblower
Im Roman Leutnant Hornblower, der zwischen 1799 und 1803 spielt, ist Hornblower fünfter und jüngster Offizier auf dem Linienschiff Renown, das von einem brutalen und paranoiden Kapitän kommandiert wird. Auf der Renown lernt Hornblower seinen späteren Freund Bush kennen, der hier dritter Leutnant und somit sein Vorgesetzter ist. Der Roman ist als einziger der Hornblower-Romane nicht aus Hornblowers Perspektive erzählt, sondern aus Bushs. Nach einem erfolgreichen Kommandounternehmen in der Karibik wird Hornblower zum Commander befördert. Bevor er jedoch ein eigenes Kommando erhält, wird der Friede von Amiens unterzeichnet. Hornblower und Bush werden bei halbiertem Sold in den einstweiligen Ruhestand versetzt. Der bettelarme Hornblower muss sich als professioneller Whist-Spieler seinen kargen Lebensunterhalt verdienen. Dabei lernt er Maria Mason kennen, die Tochter seiner Pensionswirtin. Er heiratet sie, obwohl er sie nicht liebt. Am Ende des Romans endet der kurze Frieden. Hornblower wird reaktiviert und zum Kommandanten einer Sloop ernannt.

### Hornblower wird Kommandant
Die Zeit zwischen 1803 und 1805 übersprang Forester zunächst. Erst später fügte er hier den Roman Hornblower auf der Hotspur und ein weiteres, unvollendet gebliebenes Romanfragment ein. Die Reihe der Romane setzte er zunächst mit dem Buch Hornblower wird Kommandant fort. Es beginnt 1805. Hornblower ist inzwischen Vater eines Sohnes, Horatio junior. Mit seinem Sohn und seiner schwangeren Frau Maria reist er auf einem Kanal nach London, wo er das Kommando über das Schiff 6. Ranges (Post ship/kleine Fregatte) HMS Atropos übernimmt. Zunächst befehligt er die Überführung des Leichnams des gefallenen Admirals Nelson auf dem Wasserweg während der Trauerfeierlichkeiten zu seinen Ehren. Anschließend wird er mit seinem Schiff ins östliche Mittelmeer entsandt, um einen Schatz von Bord eines in türkischen Gewässern gesunkenen britischen Schiffes zu bergen. Am Ende kehrt Hornblower heim. Er findet seine Frau vor und seine beiden sterbenskranken Kinder, die an Pocken erkrankt sind.

### Hornblower in Westindien
Damit war der Zyklus der Hornblower-Romane eigentlich geschlossen. Forester setzte die Reihe mit dem Band Hornblower in Westindien fort. Er spielt von Mai 1821 bis Oktober 1823, also in Friedenszeiten, und schildert die Erlebnisse des zum Konteradmiral beförderten Lord Hornblower als Kommandeur der westindischen Station. Hornblower gerät in die Gefangenschaft von Piraten, erobert ein Sklaventransportschiff und verfolgt einen reichen englischen Woll-Fabrikanten an die Küste von Venezuela, der die Armee Simón Bolívars im Befreiungskrieg gegen die spanische Kolonialmacht unterstützt. Außerdem überlistet er General Cambronne, den ehemaligen Kommandeur der alten Garde Napoleons, der den ehemaligen Kaiser befreien will. Mit Geschick gelingt es Hornblower, eine Verwicklung der britischen Marine in einen Krieg mit Spanien zu vermeiden. Am Ende des Romans reist Hornblower in Begleitung seiner Frau Barbara heim nach England. Das Schiff gerät in einen Hurrikan, und die Mannschaft wird schiffbrüchig. Erst in dieser Notsituation finden Hornblower und Barbara wirklich zueinander und erkennen, dass sie nie jemand anderen geliebt haben.

### Hornblower auf der Hotspur
Der letzte vollständige Roman, Hornblower auf der Hotspur, beschreibt Hornblowers Zeit als Kommandant der Korvette (Sloop) Hotspur zwischen 1803 und 1805. Das Schiff ist als Aufklärer der britischen Kanalflotte zugeteilt, die den Ausbruch der französischen Flotte aus Brest verhindern soll. Hornblower wird vom in den Ruhestand gehenden Admiral Cornwallis zum Kapitän befördert, und Hornblower kehrt nach England zurück. Forester wählte diesen Handlungsaufbau, um Hornblower die Möglichkeit zu gelegentlichem Heimaturlaub zu gewähren, damit er am Ende einen kleinen Sohn hat und seine Frau erneut schwanger ist. So schließt sich nach 25 Jahren der Romankreis.

### Zapfenstreich
Foresters letztes Hornblower-Buch (deutsch unter dem Titel Zapfenstreich veröffentlicht) blieb unvollendet. Es enthält ein Romanfragment, das 1805 nach dem Verlust der Hotspur spielt. Hornblower entwickelt darin einen Plan, die französische Flotte aus dem spanischen Hafen Ferrol herauszulocken, um sie Admiral Nelson in die Hände zu spielen.
Darüber hinaus enthält es zwei Kurzgeschichten. Hornblower und die Witwe McCool spielt 1799 auf der Renown, also vor Band 2.
Die letzte Erzählung spielt 1848 auf dem Landsitz in Kent, wo der pensionierte Großadmiral Viscount Hornblower of Smallbridge seinen Lebensabend verbringt. In dieser Geschichte wird erzählt, wie Hornblower unwissentlich dem abends unvermittelt an Hornblowers Tür klopfenden Napoléon III. bei dessen Rückkehr nach Frankreich nach der Februarrevolution Hilfe leistet. Also der Abschluss der Roman-Reihe nach Band 11.

## Liste der Romane
Die chronologische Handlung (Band 1 bis 11) stimmt nicht überein mit dem Jahr des Erscheinens der Bände. Hier eine sortierbare Übersicht:
| Abfolge der Handlung | Zeit der Handlung | Original                      | Jahr der Veröffentl. | Deutsch                                                                              | Bemerkungen                                                                        | Schiffe                           |
| -------------------- | ----------------- | ----------------------------- | -------------------- | ------------------------------------------------------------------------------------ | ---------------------------------------------------------------------------------- | --------------------------------- |
| Band 01              | 1793–…            | Mr. Midshipman Hornblower     | 1950                 | Fähnrich zur See Hornblower                                                          | aus mehreren Kurzgeschichten                                                       | Justinian, Indefatigable          |
| Band 02              | 1799–1803         | Lieutenant Hornblower         | 1952                 | Leutnant Hornblower                                                                  |                                                                                    | Renown                            |
| Band 03              | 1803–1805         | Hornblower and the Hotspur    | 1962                 | Hornblower auf der Hotspur                                                           |                                                                                    | Hotspur                           |
| Band 04              | 1799 1805 1848    | Hornblower and the Crisis     | 1967                 | Zapfenstreich: Hornblowers Plan Hornblower und die Witwe McCool Die letzte Begegnung | Romanfragment zw. Bd. 3 u. 5 Kurzgeschichte vor Band 2 Kurzgeschichte nach Band 11 | Hotspur Renown (Landsitz in Kent) |
| Band 05              | 1805–…            | Hornblower and the Atropos    | 1953                 | Hornblower wird Kommandant                                                           |                                                                                    | Atropos                           |
| Band 06              | 1808–…            | The Happy Return              | 1937                 | Der Kapitän                                                                          |                                                                                    | Lydia                             |
| Band 07              | 1810              | A Ship of the Line            | 1938                 | An Spaniens Küsten                                                                   |                                                                                    | Sutherland                        |
| Band 08              | 1811              | Flying Colours                | 1938                 | Unter wehender Flagge                                                                |                                                                                    | Witch of Endor                    |
| Band 09              | 1812–…            | The Commodore                 | 1945                 | Der Kommodore                                                                        |                                                                                    | Nonsuch                           |
| Band 10              | 1814–…            | Lord Hornblower               | 1946                 | Lord Hornblower                                                                      |                                                                                    | Porta Coeli                       |
| Band 11              | 1821–1823         | Hornblower in the West Indies | 1958                 | Hornblower in Westindien                                                             | aus mehreren Kurzgeschichten                                                       | Crab, Clorinda                    |

## Forester und „Hornblower“
Durch die Hornblower-Romane gelangte C. S. Forester zu Weltruhm. Er gilt als Begründer dieses Genres, dem zahlreiche weitere Autoren nachfolgten. Der erste Roman mit Horatio Hornblower (deutscher Titel „Der Kapitän“) erschien 1937 (jedoch nicht der chronologisch erste Band in Hornblowers Leben), der letzte (ein unvollendeter Text und zwei Kurzgeschichten, deutscher Titel „Zapfenstreich“) 1967, kurz nach seinem Tod. Forester hat nie ein Hehl daraus gemacht, wie eng er sich seiner eigenen Romanfigur verbunden fühlte. Er und Hornblower seien gute Freunde, sagte er einmal.

## Medien
Hörspiel
- Kapitän Hornblower, CD, BMG Ariola Miller

Hörbuch
- Fähnrich Hornblower, 9 CDs, Hörsturz – ISBN 3-7085-0035-0.

Verfilmungen
- 1951 – Des Königs Admiral (Captain Horatio Hornblower R.N.) – Regie: Raoul Walsh (mit Gregory Peck und Virginia Mayo)

Die Abenteuer des jungen Horatio Hornblower wurden von 1998 bis 2003 in Großbritannien als achtteilige Mini-Serie mit Ioan Gruffudd in der Hauptrolle von Andrew Grieve für das Fernsehen verfilmt:
- Hornblower: The Even Chance (7. Oktober 1998) – dt.: Die gleiche Chance (2010).[3]
- Hornblower: The Examination for Lieutenant (18. November 1998) – dt.: Die Leutnantsprüfung (2010).[4]
- Hornblower: The Duchess and the Devil (24. Februar 1999) – dt.: Die Herzogin und der Teufel (2010).[5]
- Hornblower: The Frogs and the Lobsters (2. April 1999) – dt.: Froschfresser und Rotröcke (2010).[6]
- Hornblower: Mutiny (21. August 2001) – dt.: Meuterei (2010).[7]
- Hornblower: Retribution (28. August 2001) – dt.: Vergeltung (2010).[8]
- Hornblower: Loyalty (5. Januar 2003) – dt.: Loyalität (2010).[9]
- Hornblower: Duty (6. Januar 2003) – dt.: Pflichten (2010).[10]

Weitere Ausgaben
- Hornblower Kassette (enthält alle 11 Romane in der Übersetzung von Eugen von Beulwitz), 2004, Scherz – ISBN 3-502-10011-X.
- Kapitän Hornblower auf allen Meeren. Vom Verfasser für die Jugend bearbeitete Ausgabe [von Hornblower wird Kommandant, 2. Teil]. Tosa Verlag: Wien 1960, Leinen, 8°, 512 Seiten
- Kapitän Hornblowers Abenteuer. Vom Verfasser für die Jugend bearbeitete Ausgabe [welches Bandes ?] Ueberreuter: Wien, Heidelberg 1956, 410 Seiten
- Das abenteuerliche Leben des Horatio Hornblower. Hornblower in Westindien – eine abenteuerliche Kreuzfahrt in der Karibischen See. Wolfgang Krüger Verlag: Hamburg 1961. Leinen, 8°, 342 Seiten
- Des Königs Admiral Hornblower. Roman in zwei Büchern [und zwar Der Kommodore und Lord Hornblower]. Volksausgabe. Wolfgang Krüger Verlag: Hamburg 1961. Leinen, 8°, 519 Seiten.
- Der Kapitän. Roman in drei Büchern [und zwar Der Kapitän, An Spaniens Küsten und Unter wehender Flagge]. Volksausgabe. Wolfgang Krüger Verlag: Hamburg 1960. Leinen, 8°, 569 Seiten
- Der junge Hornblower. Roman in drei Büchern [und zwar Fähnrich zur See Hornblower, Leutnant Hornblower und Hornblower wird Kommandant]. Volksausgabe. Wolfgang Krüger Verlag: Hamburg 1959. Leinen, 8°, 511 Seiten
- Hornblower auf Kriegsfahrt. Büchergilde Gutenberg: Zürich 1957. Leinen, 8°, 312 Seiten.
- Fähnrich zur See Hornblower (Übersetzung von Hanns-Georg Sommerwerck). Deutsche Erstausgabe im Verlag Mardicke: Hamburg-Poppenbüttel 1950, Leinen, 8°, 318 Seiten.